# 고실중학교
고실중학교(고실中學校)는 대한민국 광주광역시 광산구 장덕동에 있는 공립 중학교이다.

## 학교 연혁
- 2019년 7월 1일 : 고실중학교 설립인가(광주광역시립학교 설치 조례, 2019.7.1.)
- 2020년 2월 25일 : 고실중학교 교사동 임시사용 승인
- 2020년 3월 1일 : 초대 교장 박혜경 취임
- 2020년 3월 2일 : 고실중학교 개교(일반학급 8학급, 특수학급 1학급, 232명)
- 2023년 1월 5일 : 제1회 졸업식(228명)
- 2025년 3월 1일 : 제3대 교장 김용주 취임
- 2025년 3월 4일 : 신입생 입학식(8학급 228명)

## 참고 자료
- 고실중학교 - 한국교육학술정보원 학교알리미